# Dimitris Lyacos

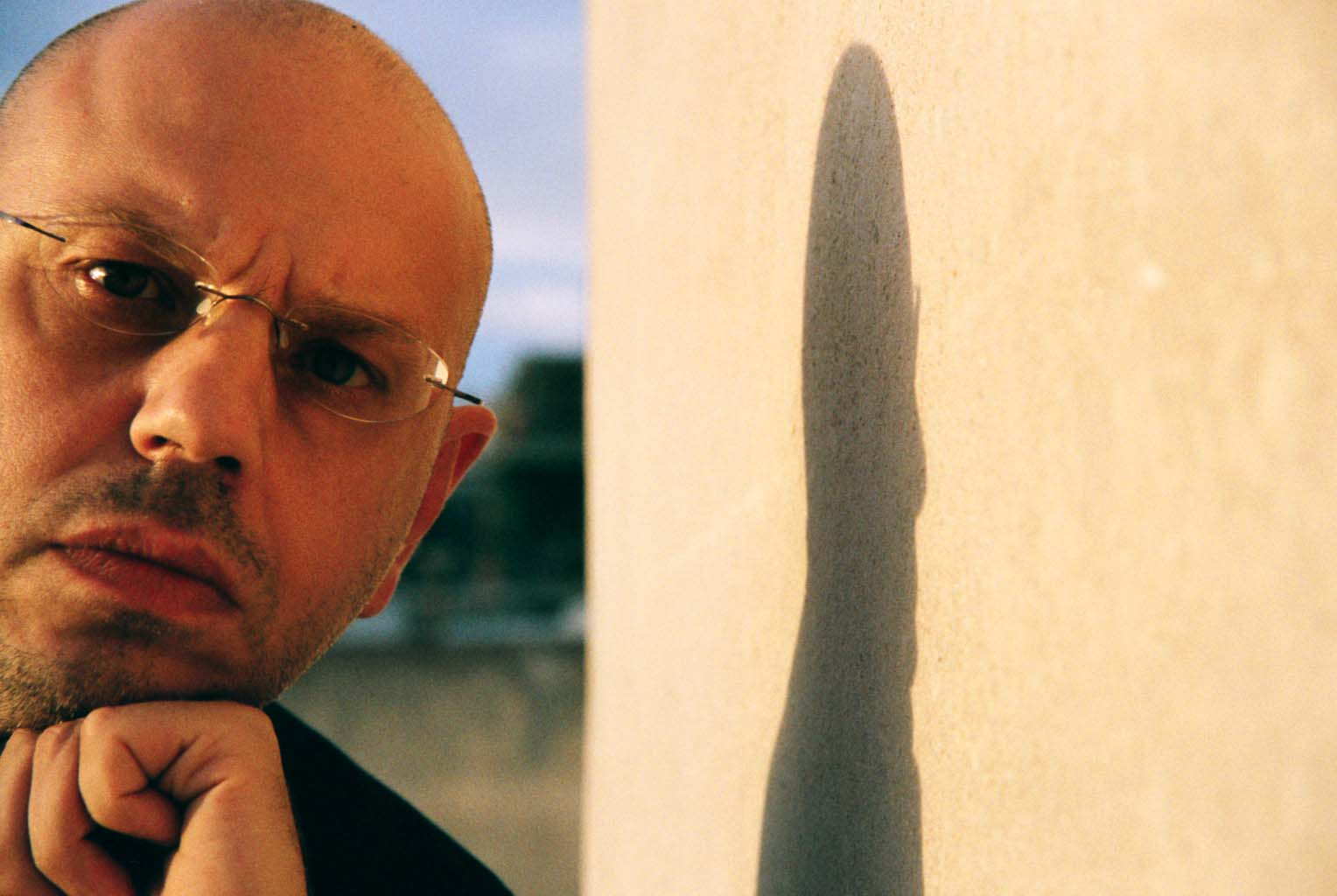
Dimitris Lyacos, 2010

Dimitris Lyacos (griechisch Δημήτρης Λυάκος; * 19. Oktober 1966 in Athen) ist ein griechischer Dichter und Dramatiker.

## Leben
Lyacos wuchs in Athen auf und studierte an der dortigen Universität Jura. Von 1988 bis 1991 lebte er in Venedig. 1992 zog er nach London. Er studierte Philosophie am University College London bei den analytischen Philosophen Ted Honderich und Tim Crane mit den Schwerpunkten Epistemologie und Metaphysik, Philosophie der Antiken Griechenlands und Wittgenstein. 2005 zog er nach Berlin. Derzeit lebt er in Berlin und Athen.

## Karriere
1992 begann Lyacos die Trilogie „Poena Damni“. Der Titel bezieht sich auf die Strafe der verdammten Seelen in der Hölle, sie dürfen Gott nicht schauen. Die Trilogie ist so aufgebaut, dass sie mit dem Schluss beginnt und von da aus zurück an den Anfang geht. Das Werk hat sich im Laufe von dreißig Jahren schrittweise zu einem „work-in-progress“ entwickelt. Der dritte Teil (Der erste Tod) erschien zuerst in griechischer Sprache (Ο πρώτος θάνατος) und wurde später in Englisch, Spanisch und Deutsch übersetzt. Der zweite Teil unter dem Titel „Nyctivoe“ wurde ursprünglich 2001 in griechischer und deutscher Sprache und 2005 in englischer Sprache veröffentlicht. Diese Arbeit wurde 2014 durch eine neue Version mit dem Titel Mit den Menschen von der Brücke ersetzt.
Mehrere Künstler haben Lyacos’ Werken in verschiedenen künstlerischen Medien gebracht. Die österreichische Künstlerin Sylvie Proidl präsentierte 2002 eine Reihe von Gemälden in Wien. Eine Ton und Skulptureninstallation des Bildhauers Fritz Unegg und des BBC-Produzenten Piers Burton-Page ging 2004 auf Europatournee. 2005 präsentierte die österreichische bildende Künstlerin Gudrun Bielz ein von Nyctivoe inspiriertes Videokunstwerk. Die Myia Tanzkompanie führte eine zeitgenössische Tanzversion von Nyctivoe in Griechenland von 2006 bis 2009 auf. Eine Musik / Theaterversion von Z213: Exit der griechischen Komponisten Maria Aloupi und Andreas Diktyopoulos, gespielt vom Das Neue Ensemble und dem griechischen Schauspieler Dimitris Lignadis, wurde 2013 präsentiert. Lyacos war 1998 Gast International Poet mit Les Murray, bei Poetryfest International Poetry Festival, Aberystwyth, Wales. Fortan führte er Lesungen durch und lehrte an verschiedenen Universitäten weltweit, darunter Oxford, Triest, Hongkong und Nottingham. 2012 war er Writer in Residence am International Writing Program der University of Iowa. Er ist einer der jüngsten griechischen Schriftsteller, der internationale Anerkennung gefunden hat. Poena Damni ist das am häufigsten rezensierte griechische literarische Werk der letzten Jahrzehnte und Z213: Exit wohl das meistverkaufte Buch der zeitgenössischen griechischen Dichtung in englischer Übersetzung. Lyacos war Gastautor beim Internationalen Literaturfestival von Tiflis im Jahr 2017. Er vertrat Griechenland beim Transpoesie-Festival 2018 in Brüssel.

## Poena Damni: Die Trilogie

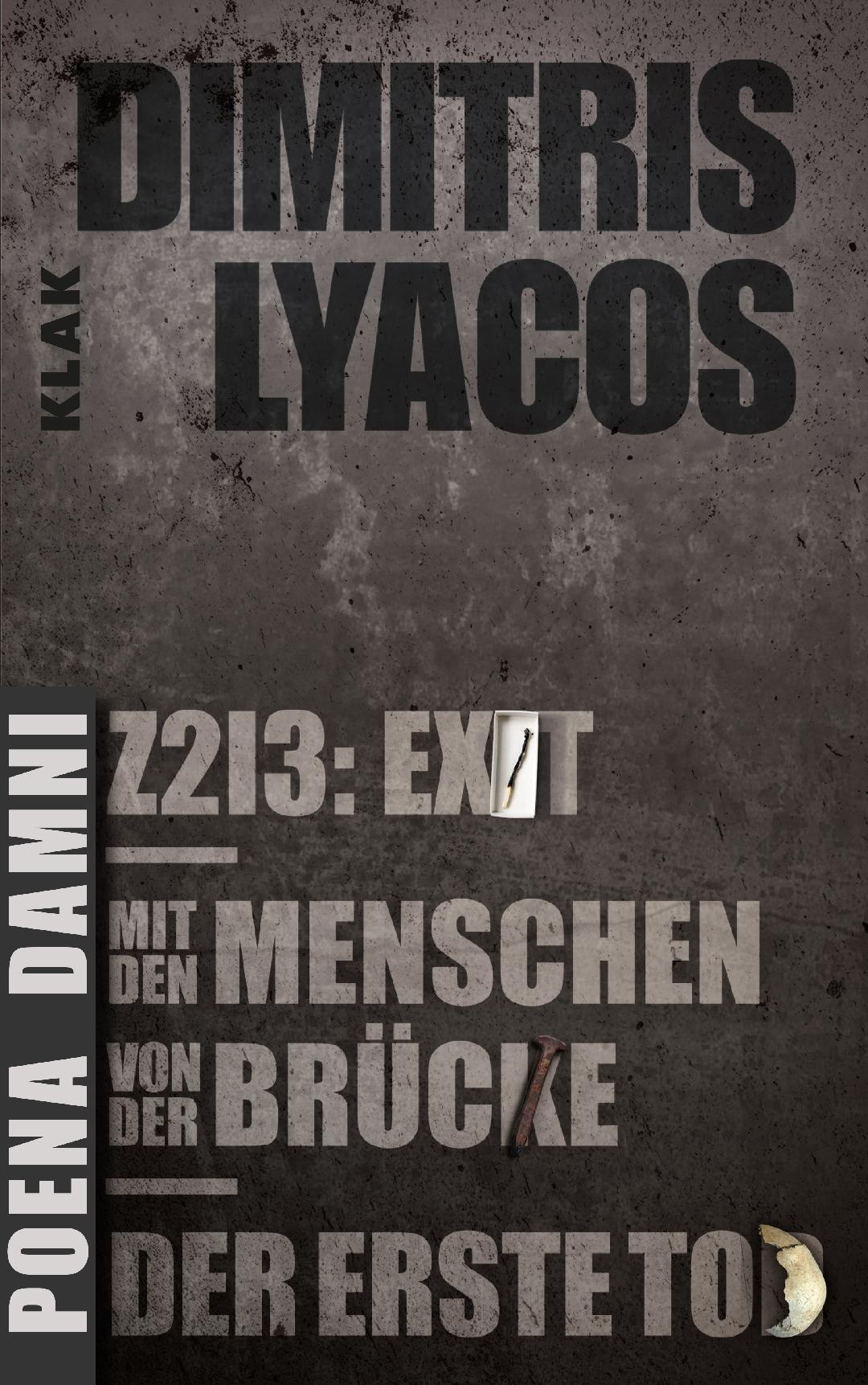
Poena Damni Trilogie – deutsche Ausgabe

Lyacos ist der Autor der Poena Damni Trilogie. Lyacos’ Werk ist bekannt für seine genrewidrige Form und die avantgardistische Kombination von Themen aus der literarischen Tradition mit Elementen aus Ritual, Religion, Philosophie und Anthropologie. Dabei werden die großen Erzählungen im Zusammenhang mit einigen der langanhaltenden Motive des westlichen Kanons erneut untersucht. Trotz der begrenzten Länge der gesamten Trilogie von nicht mehr als zweihundert Seiten dauerte die Arbeit an Poena Damni dreißig Jahre, wobei die einzelnen Bücher während dieser Zeit überarbeitet und in verschiedenen Ausgaben veröffentlicht wurden. Sie sind um eine Ansammlung von Begriffen angeordnet, darunter Sündenbock, Suche, Rückkehr der Toten, Erlösung, körperliches Leiden und psychische Erkrankungen. Lyacos’ Charaktere sind immer von der Gesellschaft entfernt, Flüchtlinge wie der Erzähler von Z213: Exit, Ausgestoßene in einem dystopischen Hinterland wie die Charaktere in Mit den Menschen von der Brücke oder wie der Protagonist von Der erste Tod, dessen Überlebenskampf sich auf einer wüstenartigen Insel vollzieht. Poena Damni wurde als „Allegorie des Unglücks“ zusammen mit Werken von Autoren wie Gabriel Garcia Marquez und Thomas Pynchon aufgefasst, während sie gleichzeitig als einer der wichtigsten Vertreter des postmodernen Erhabenen und eines der wichtigsten anti-utopischen Werke des 21. Jahrhunderts.

### Zusammenfassung/Kontext
Die Trilogie scheint zu einem Kontext tragischer Poesie und epischer Dramatik zu gehören, wenn auch gleichzeitig deutlich postmodern ist. Es erforscht die tiefe Struktur der Tragödie anstelle ihrer formalen Merkmale und wurde daher als post-tragisches Werk bezeichnet. Homer, Aischylos und Dante sowie die dunkleren Aspekte der romantischen Dichtung zusammen mit Symbolismus, Expressionismus und einem intensiven religiösen und philosophischen Interesse durchdringen das Werk. Poena Damni ist somit trotz seiner postmodernen Züge eher mit der hochmodernen Tradition von James Joyce und Virginia Woolf verwandt. Das erste der drei Stücke, Z213: Exit (Z213: ΕΞΟΔΟΣ), berichtet über die Flucht eines Mannes von einer bewachten Stadt und seiner Reise durch traumhafte, manchmal alptraumhafte Länder. Im zweiten Buch Mit den Menschen von der Brücke (Με τους ανθρώπους από τη γέφυρα) wird der Protagonist von Z213: Exit zu einem Erzähler ersten Grades, der als Zuschauer in einem behelfsmäßigen Spiel erscheint, das unter den Bögen einer verlassenen Bahnstation gespielt wird. Das dritte Buch, Der erste Tod (Ο Πρώτος Θάνατος), wird mit einem Mann auf einer felsigen Insel eröffnet und beschreibt seinen Überlebenskampf sowie den Zerfall seines Körpers und das Aufrollen seiner Speicherbänke.

### Überblick
Das Werk ist schwer zu klassifizieren, da es die üblichen Genregrenzen überschreitet. Z213: Exit rekontextualisiert Elemente aus dem größeren griechischen Kanon – einschließlich des entflohenen Helden und des widmen-Wanderers. Es stellt oft eine narrative Form aus und vermischt Poesie und Prosa. Die Trilogie geht in eine dramatische Darstellung von Charakter und Situation in Mit den Menschen von der Brücke über und später im Der erste Tod eine harte lyrische Art von Poesie verwendet wird um die Zerlegung und eventuelle Apotheose des Körpers darzustellen. Die Divergenzmöglichkeiten zwischen der wahrgenommenen und der objektiven Außenwelt werden ausgenutzt; Der Leser folgt dem unregelmäßigen Fluss innerer Monologe, der von Ereignissen in der Außenwelt herrührt und letztendlich als reflektiert auf die Denk- und Gefühlsoberflächen des Geistes des Protagonisten angesehen wird. Auf der anderen Seite werden eine außerirdische Umgebung und die sich entfaltenden, traumartigen Ereignisse mit eindrucksvoller Solidität präsentiert, die auf eine alternative Realität hinweist oder eine verborgene Dimension der Welt enthüllt. Aus dieser Perspektive wurde die Arbeit als eine Art „Surfiction“ interpretiert.

### Z213: Exit (Teil 1 der Trilogie)
Das erste der Stücke Z213: Exit schildert den Ausbruch eines jungen Mannes aus einer bewachten Stadt und seine Reise durch traumartige, manchmal auch albtraumartige Länder. Z213: Exit verwendet das Gerät des Palimpsests, um ein fiktives Gewebe zu präsentieren und das Elemente aus alten und modernen Quellen sowie den „Dialog“ seiner beiden Protagonisten zu kombinieren. [41] Es besteht aus einer Reihe fragmentierter Einträge in einem fiktionalen Tagebuch, das die Erfahrungen eines namenlosen Protagonisten während einer Zugfahrt in ein unbekanntes Land aufzeichnet. Der Mann wurde aus einer in seiner Tagebuch elliptisch beschriebenen Haftzeit entlassen, oder entkommen, und erinnert an ein Krankenhaus, ein Gefängnis, ein Ghetto oder eine Art Enklave. Seine nachfolgenden Wanderungen zwischen verwüsteten Landschaften am Rande der Realität sind in eine sehr detaillierte und irgendwie kafkaeske Atmosphäre gesetzt, die den Punkt unterstrichen, dass die traumhaftesten Ereignisse auch die wirklichen sind. Auf dem Weg taucht der Protagonist tiefer in eine scheinbar religiöse Suche ein, während gleichzeitig sein wachsender Eindruck von Verfolgung ein Element der Spannung und des Film-Noir-Charakters einführt. So hängt der Text von der Metaphysik ab, erinnert aber auch an ein privates Auge von L.A. in einem Detektivroman der 1940er Jahre, der findet sich am Rande einer außergewöhnlichen Entdeckung. Z213: Exit endet mit der Beschreibung eines Opfers, bei dem der Protagonist und eine „hungrige Band“ ein Lamm am Spieß braten, seinen noch blökenden Körper schneiden und enthäuten und dessen Eingeweide entfernen, als ob sie einen heiligen Ritus beobachten.

### Mit den Menschen von der Brücke (Teil 2 der Trilogie)
Im zweiten Buch Mit den Menschen von der Brücke versucht ein von Dämonen besessener Mann die Leiche seiner Geliebten wiederzubeleben, woran er jedoch scheitert und schließlich selbst mit ihr im Grab vereint wird. Das Buch dreht sich um die Geschichte einer Person, die dem Gerasene dämonisierter aus dem Markusevangelium ähnelt, auf einem Friedhof lebt, von Dämonen gequält und sich mit Steinen geschnitten. Er betritt das Grab seines toten Geliebten, indem er versucht, den Sarg zu öffnen, in dem sie in einem Zustand zu liegen scheint, der nicht von Zersetzung betroffen ist. Die Dringlichkeit seines Verlangens ihren Körper neu belebt, dessen Übergang ins Leben beschrieben wird. Das Grab wird zu einem „feinen und privaten Ort“ für Liebhaber, die noch umarmen können.
Das Stück erzählt in einer multiperspektivischen Erzählung die Geschichte, die auf dem Thema des Wiedergänger basiert, durch die eingebetteten Berichte der ersten Person von vier Charakteren: Der Mann, der von Dämonen besessen ist, versucht, den Körper seines Geliebten wiederzubeleben, endet jedoch damit, sie im Grab zu treffen. Die Aktion ist von einem Kontext umgeben, der an ein Totenfest sowie an eine Vampirepidemie erinnert. Es gibt klare Bezüge zur christlichen Tradition und zur Eschatologie, und das Stück führt zu einer gemeinsamen Betrachtung der kollektiven Errettung, die letztendlich nach einer letzten narrativen Wendung ungelöst bleibt.

### Der erste Tod (Teil 3 der Trilogie)
Das dritte Buch, Der erste Tod beginnt mit einem auf einer felsigen Insel ausgesetzten Mann und schildert in weiterer Folge dessen Überlebenskampf und den Zerfall seines Körpers sowie die Auflösung seines Gedächtnisses. Ins Text wird dem verstümmelten Körper ein Ort verweigert, der sich gegen die Felsen schleift und fortwährend physisch und mental degradiert, da sogar die Mechanismen des Gedächtnisses verlagert werden. Doch die Verbindung zwischen Mensch und Körper, die das Leben sichert, bleibt bestehen bis zu einem „Punkt ohne Substanz, wo die Welt zusammenstößt und abhebt“.

### Rezeption
Poena Damni ist das am weitesten verbreitete und am besten bewertete Werke der zeitgenössischen griechischen Literatur in Übersetzung, dessen verschiedene Ausgaben, bis Herbst 2018, 55 internationale Rezensionen erhalten hatten. Es wurde gefeiert, die Differenz zwischen Modernismus und Postmodernismus kreativ zu überwinden, obwohl sie auf einer Vielzahl kanonischer Texte der westlichen Literatur fest verankert ist. Die meisten Kritiker kommentieren die Verwendung eines komplizierten Netzes von Textreferenzen und Umschreibungen klassischer und biblischer Werke und stellen gleichzeitig den einzigartigen Stil und Charakter der Arbeit fest. Die Trilogie hat zu erheblicher wissenschaftlicher Kritik geführt und ist auch Bestandteil verschiedener universitärer Lehrpläne zur postmodernen Fiktion.
Die deutsche Ausgabe wurde vom Krautreporter als bester in Deutschland veröffentlichter Gedichtband des Jahres 2020 ausgewählt.

## Publikationsgeschichte
Die Poena Damni-Trilogie erschien erstmals in deutscher Sprache in Form der ersten Fassung des zweiten Buches [Nyctivoe] von CTL-Presse, Hamburg, in einer zweibändigen griechisch-deutschen Ausgabe anlässlich der Frankfurter Buchmesse 2001. Die erste Ausgabe der dritten Das Buch „Der erste Tod“ erschien erstmals 2008 in deutscher Sprache (ISBN 978-3-940249-27-2), gefolgt von einer zweiten Ausgabe im Jahr 2014 (ISBN 978-3-940249-85-2). Die endgültige vollständige Trilogie-Ausgabe erschien im April 2020 im Klak Verlag.

## Bibliographie in deutscher Sprache
- Dimitris Lyacos Poena Damni. Trilogie. Z213: Exit | Mit den Menschen von der Brücke | Der erste Tod. Aus dem Neugriechischen von Nina-Maria Wanek. KLAK Verlag. 2020. ISBN 978-3-948156-33-6
- Poena Damni Der Erste Tod. Deutsche Ausgabe. Übersetzt von Nina-Maria-Wanek. Verlagshaus J.Frank | Berlin, 2014.
- Poena Damni Der Erste Tod. Deutsche Ausgabe. Übersetzt von Nina-Maria-Wanek. Verlagshaus J.Frank | Berlin, 2008.
- Poena Damni Nyctivoe. Griechisch-deutsche Ausgabe. Übersetzt von Nina-Maria Jaklitsch. CTL Presse. Hamburg.2001.
- Poena Damni Nyctivoe. Englische Ausgabe. Übersetzt von Shorsha Sullivan. Shoestring Press. 2005.